# James N. Mattis

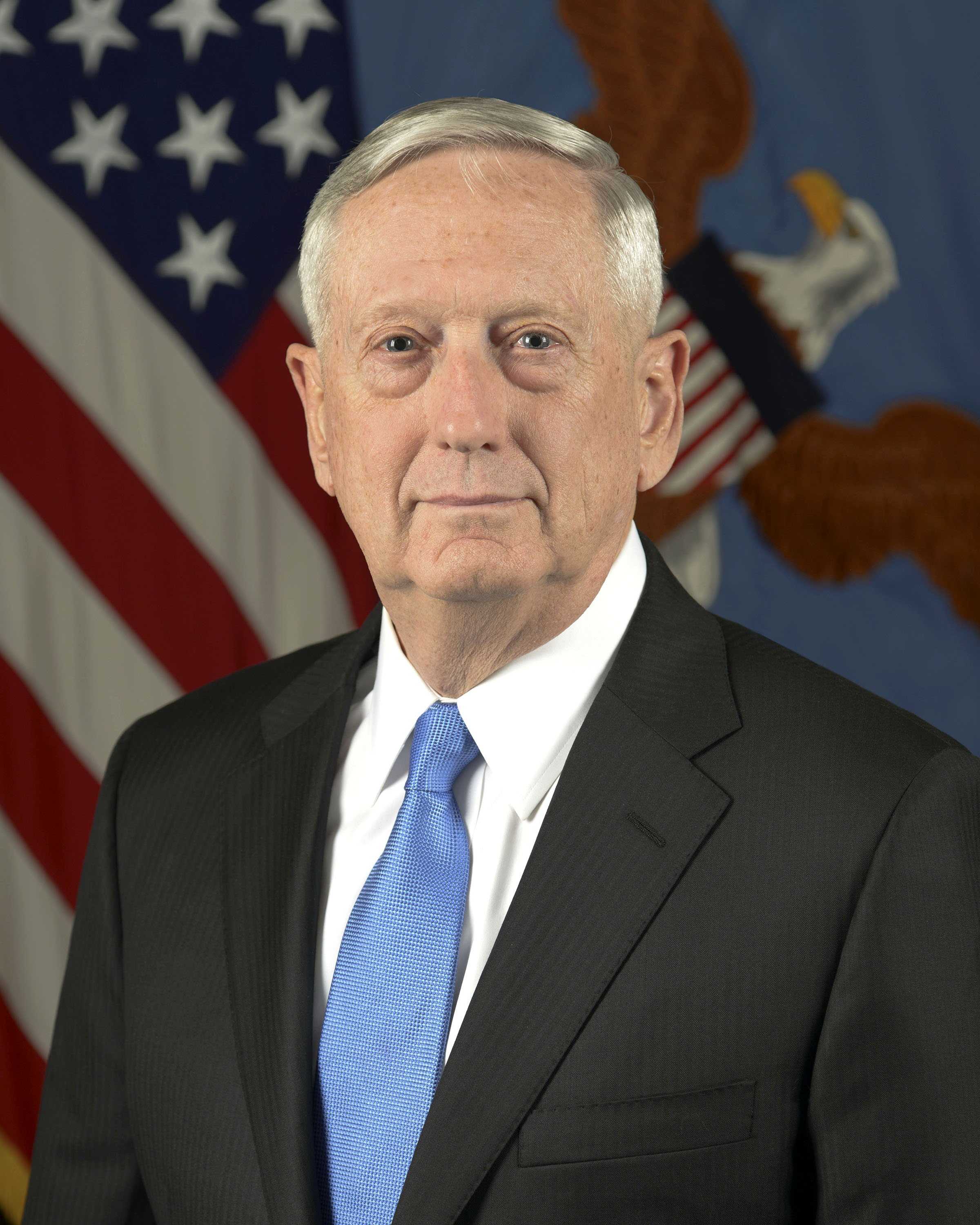
James Mattis (2017)

James Norman Mattis (* 8. September 1950 in Pullman, Washington) ist ein US-amerikanischer Militär. Vom 20. Januar 2017 bis zum 1. Januar 2019 war er  Verteidigungsminister der Vereinigten Staaten im Kabinett Trump I.
Mattis ist ein General a. D. des US Marine Corps (USMC). Er war von 2007 bis 2010 Befehlshaber des US Joint Forces Command und diente in Personalunion von November 2007 bis Mitte 2009 zugleich als Supreme Allied Commander Transformation der NATO. Von August 2010 bis März 2013 war Mattis Oberbefehlshaber des US Central Command, eines teilstreitkraftübergreifenden Regionalkommandos der Streitkräfte der Vereinigten Staaten mit Sitz in Tampa, Florida.
Am 20. Dezember 2018 gab Präsident Trump Mattis’ Rücktritt zum 28. Februar 2019 bekannt. Als Grund nannte Mattis den am Vortag von Trump gefällten Entscheid, einen Großteil der in Syrien stationierten US-Streitkräfte abzuziehen.

## Militärische Laufbahn
Mattis trat 1969 in die Reserve des Marinekorps ein. 1972 zum Offizier (Second Lieutenant) ernannt, diente er später als First Lieutenant in einem Infanterie- und Feuerunterstützungszug in der 3. US-Marineinfanteriedivision. Zum Captain befördert, übernahm er das Kommando über eine Schützenkompanie der 1. US-Marineinfanteriebrigade. Später unterstand ihm als Major die Rekrutierungsstation Portland, Oregon. Während der Operation Desert Shield/Storm kommandierte Lieutenant Colonel Mattis das 1. Bataillon des 7. US-Marineinfanterieregiments und übernahm nach der Beförderung zum Colonel dieses Regiment.
Als Brigadegeneral kommandierte Mattis die 1st Marine Expeditionary Brigade und anschließend die Task Force 58 während der Operation Enduring Freedom im südlichen Afghanistan. Als Generalmajor hatte er von 2002 bis 2004 das Kommando über die 1. US-Marineinfanteriedivision während der Invasion des Irak 2003 und später auch während der Stabilisierungsoperationen im Rahmen der Operation Iraqi Freedom.
Danach wurde Mattis zum Generalleutnant befördert und war von 2004 bis 2006 Kommandierender General des „Marine Corps Combat Development Command“ in Quantico und stellvertretender Commandant für „Combat Development“ im Hauptquartier des USMC in Washington, D.C. Während dieser Zeit begann Generalleutnant David Petraeus mit der Erstellung des Feldhandbuchs FM 3-24 Counterinsurgency. Dieses Handbuch wurde unter James F. Amos fertiggestellt; es ist (Stand Mitte 2019) die aktuelle Richtlinie der US Army für die Aufstandsbekämpfung (counterinsurgency).

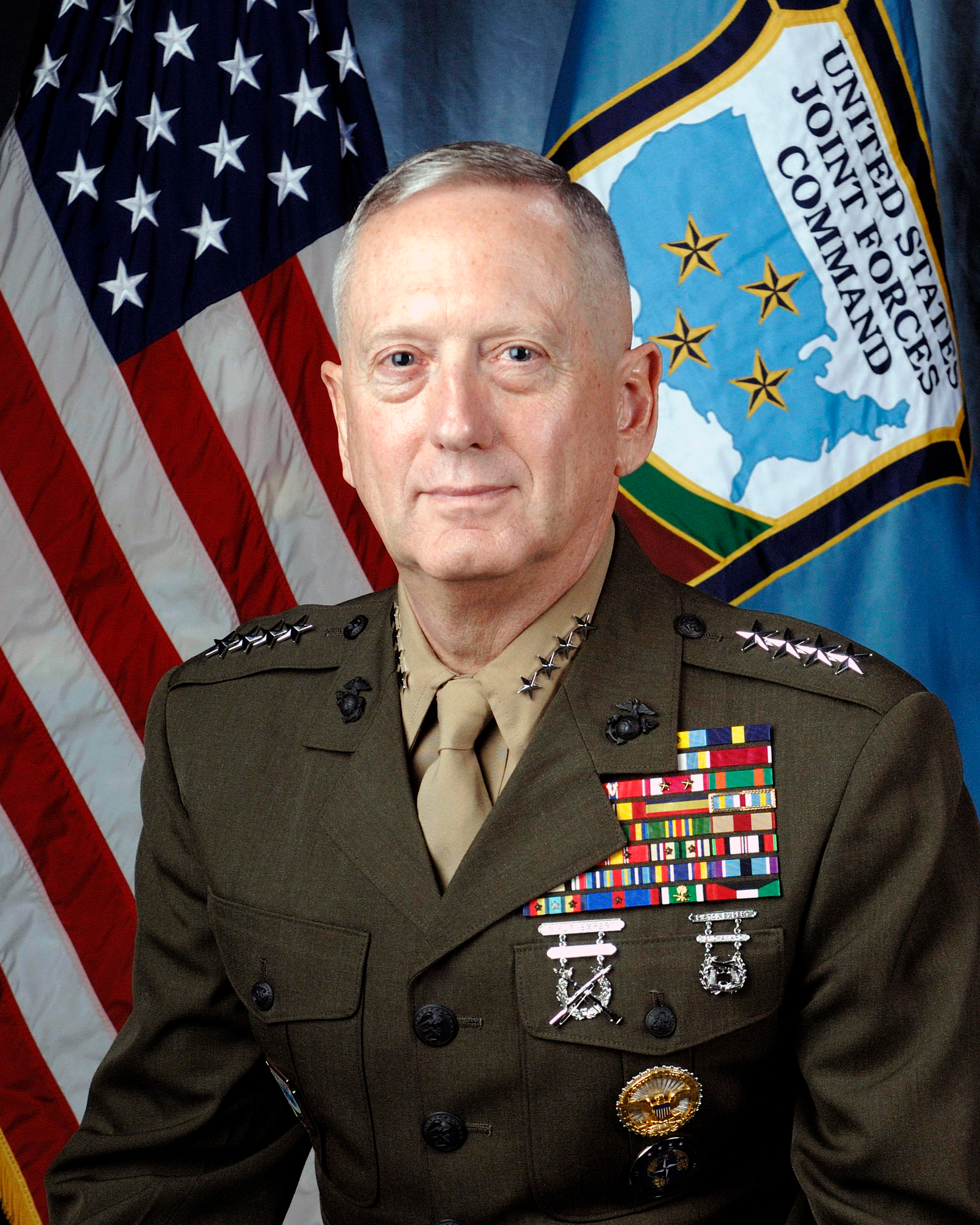
General Mattis (2007)

Am 14. August 2006 übernahm Mattis das Kommando über die I. Marine Expeditionary Force (I MEF) in Camp Pendleton, Kalifornien, sowie über die Marine Corps Forces des Central Command. Ein Jahr später, am 28. September 2007, wurde Mattis' Nominierung für den Posten des Kommandeurs des US Joint Forces Command (JFCOM) und den damit verbundenen NATO-Posten des Supreme Allied Commander Transformation vom Senate Armed Services Committee des US-Senats bestätigt. Mattis übergab den Kommandeursposten des I MEF am 5. November 2007 an Samuel T. Helland. Mit dieser Kommandoübergabe ging auch die Verantwortung für einige ausstehende Entscheidungen in den Militärgerichtsverfahren der Marines, die wegen Kriegsverbrechen im Irak unter Anklage stehen, an seinen bisherigen Stellvertreter und nunmehrigen Nachfolger Helland über. Vier Tage später, am 9. November, übernahm Mattis dann den Posten von Lance L. Smith beim JFCOM und der NATO.
Mattis ist Absolvent der Amphibious Warfare School in Quantico, des Marine Corps Command and Staff College sowie des National War College.
Nachdem Frankreich 2009 in die integrierten Kommandostrukturen der NATO zurückgekehrt war, erhielt im Gegenzug der französische Général d’armée aérienne Stéphane Abrial den Posten des Supreme Allied Commander Transformation. Mattis war seitdem nur noch Kommandeur des JFCOM. Im Mai 2010 wurde General Raymond T. Odierno als Mattis’ Nachfolger nominiert.

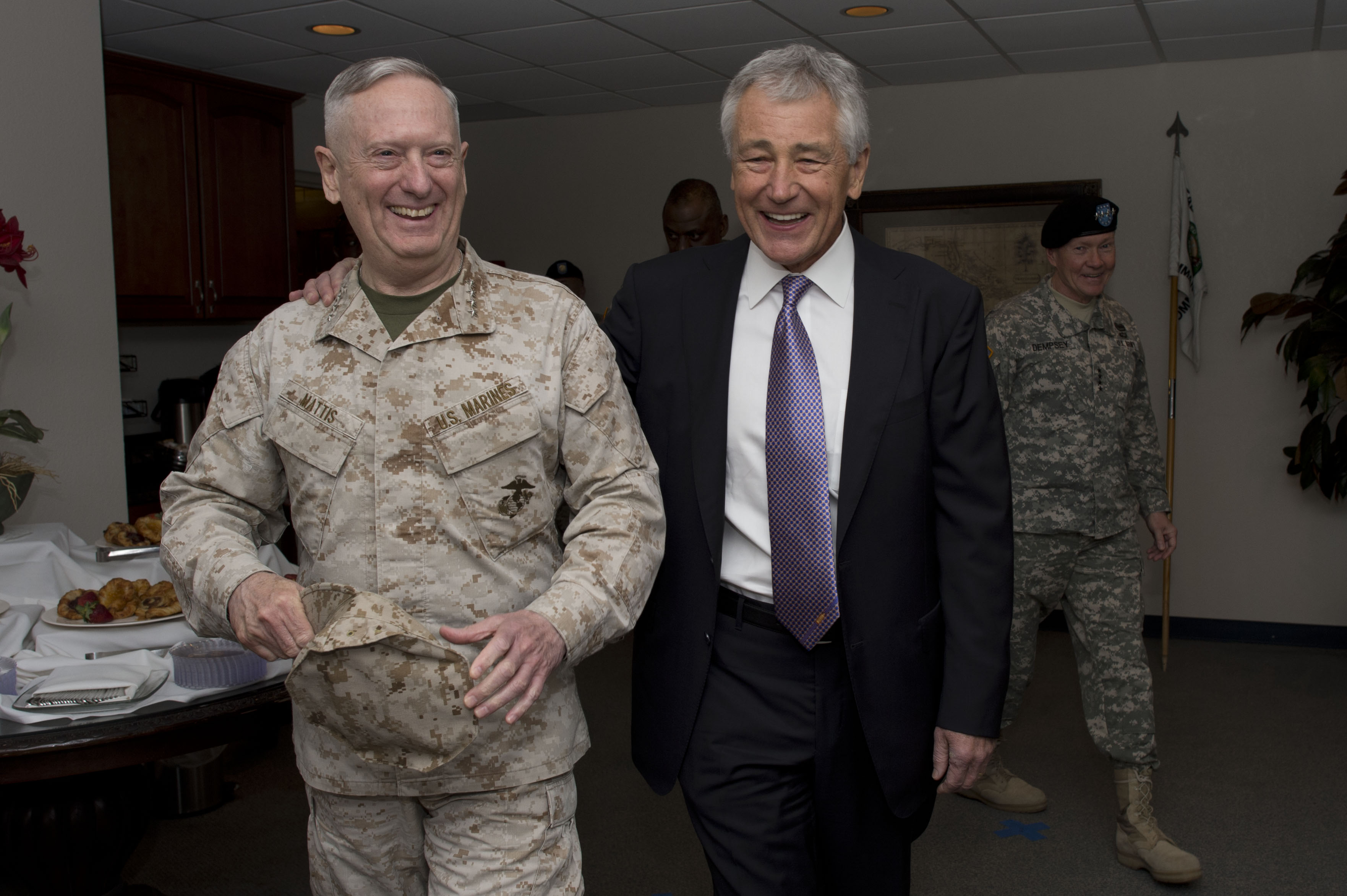
Mattis (links) mit dem damaligen Verteidigungsminister Chuck Hagel (2013)

Am 21. Juli 2010 wurde Mattis als Nachfolger von General Petraeus für den Posten des Kommandeurs des US Central Command nominiert. Das Kommando des JFCOM gab er im Juli/August 2010 an seinen Stellvertreter Lieutenant General Keith M. Huber ab. Vom 11. August 2010 bis zum 22. März 2013 war Mattis schließlich Kommandeur des US Central Command. Sein Nachfolger wurde General Lloyd J. Austin III. (US Army).

### Zitate
Im Irakkrieg und in der folgenden Besetzung befehligte er die dort eingesetzte 1. US-Marineinfanteriedivision. Bei einem US-Luftangriff auf Makar el Dhib am 19. Mai 2004 sollen nach Angaben des Fernsehsenders Al-Arabija mehr als 40 Menschen einer Hochzeitsgesellschaft getötet worden sein. In einer Pressekonferenz lehnte Mattis eine Entschuldigung ab und rechtfertigte den Angriff mit den Worten: “How many people go to the middle of the desert … to hold a wedding 80 miles (130 km) from the nearest civilisation? These were more than two dozen military-age males. Let's not be naive.” (deutsch: „Wie viele Menschen gehen mitten in die Wüste, um eine Hochzeit 130 Kilometer fern jeder Zivilisation zu feiern? Das waren mehr als zwei Dutzend Männer im wehrfähigen Alter. Seien wir doch nicht naiv.“)
Aus einer Podiumsdiskussion in San Diego, Kalifornien, am 3. Februar 2005 wird Mattis mit den Worten zitiert: “Actually it's quite fun to fight them, you know. It's a hell of a hoot. It's fun to shoot some people. I'll be right up there with you. I like brawling. You go into Afghanistan, you got guys who slap women around for five years because they didn't wear a veil. You know, guys like that ain't got no manhood left anyway. So it's a hell of a lot of fun to shoot them.” (deutsch: „Also, ich muss sagen, das Kämpfen macht viel Spaß. Es macht eine ganze Menge Spaß ... Es macht Spaß, ein paar Leute zu erschießen. Du gehst nach Afghanistan und gerätst an Leute, die ihre Frauen fünf Jahre lang verprügeln, weil sie sich nicht verschleiert haben. Solche Leute sind ohnehin keine richtigen Männer mehr. Also macht es unheimlich viel Spaß, sie zu erschießen.“) Nachdem diese Aussagen auf öffentliche Kritik stießen, ließ Mattis verlautbaren, er hätte seine Worte vorsichtiger wählen sollen.
Weitere Äußerungen von Mattis sind überliefert, so “Be polite, be professional, but have a plan to kill everybody you meet.” (deutsch: „Sei höflich, sei professionell, aber sei darauf vorbereitet, jeden zu töten, auf den Du triffst.“) und “That said, there are some assholes in the world that just need to be shot. There are hunters and there are victims. By your discipline, cunning, obedience and alertness, you will decide if you are a hunter or a victim. It’s really a hell of a lot of fun. You’re gonna have a blast out here!” (deutsch: „Das heißt, es gibt in der Welt einige Arschlöcher, die schlicht erschossen werden müssen. Es gibt Jäger und Opfer. Mit Disziplin, Geschicklichkeit, Gehorsam und Wachsamkeit werdet ihr entscheiden, ob ihr Jäger oder Opfer seid. Es ist wirklich ein Mordsspaß. Ihr werdet hier draußen eine krasse Zeit haben!“)
Derartige Äußerungen und Vorgehensweisen führten dazu, dass Mattis den Spitznamen „Chaos“ und „Mad Dog“ bekam. Letzteren griff Trump auf, als er Ende November 2016 ankündigte, er werde „Mad Dog Mattis“ als Verteidigungsminister vorschlagen. Mattis selbst erwähnte seinen Spitznamen „Mad Dog“ während der Anhörung durch den Senat im Rahmen der Ernennung zum Verteidigungsminister und gab an, diesen habe ihm die Presse gegeben.

## US-Verteidigungsminister

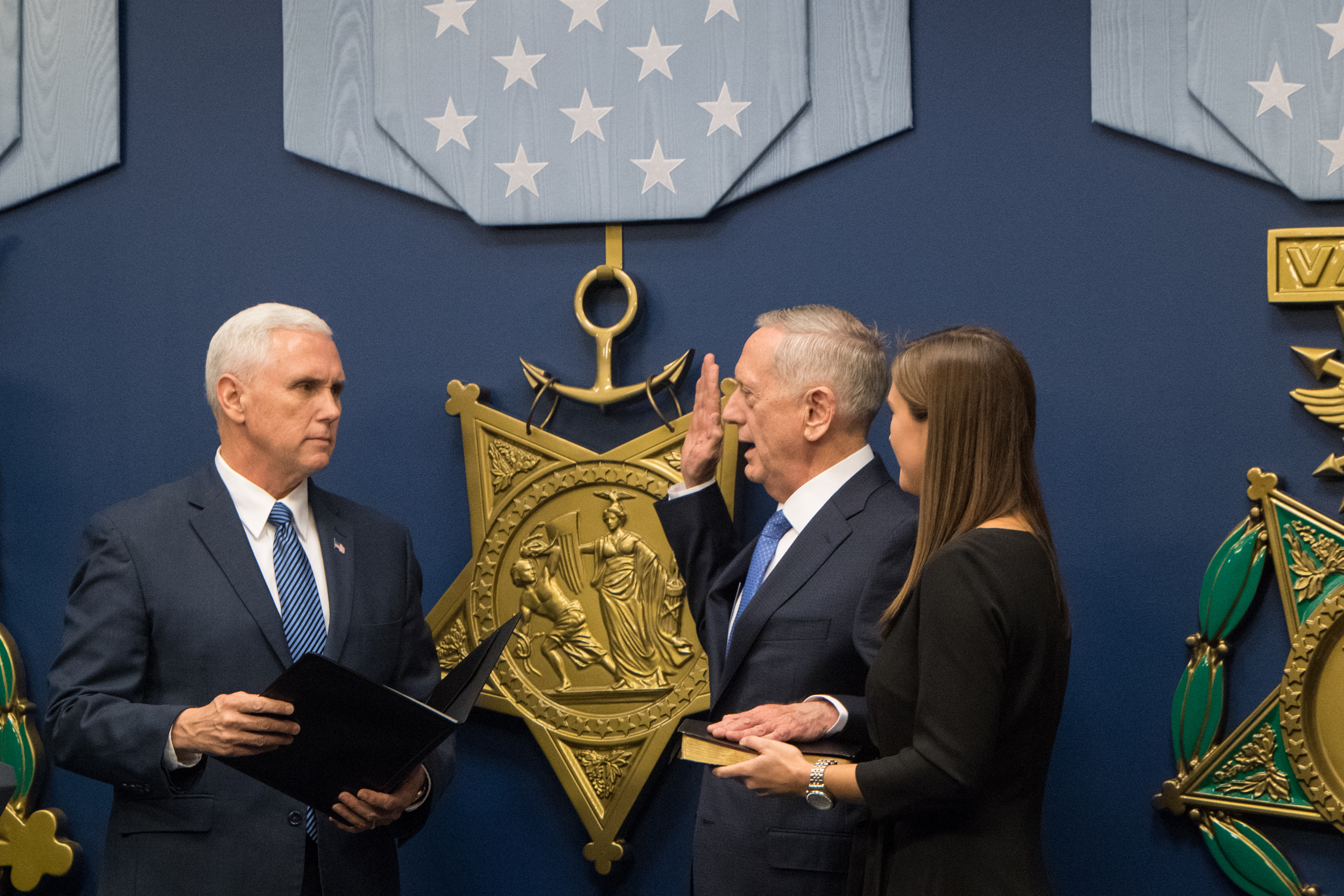
James Mattis bei seiner Amtseinführung im Pentagon mit US-Vizepräsident Mike Pence (links)

Mattis wurde am 2. Dezember 2016 vom damaligen President-elect Donald Trump für den Posten des Verteidigungsministers der Vereinigten Staaten nominiert. Laut National Security Act von 1947 muss der Militärdienst eines Kandidaten für das Amt des Verteidigungsministers mindestens sieben Jahre zurückliegen, um jenes antreten zu können. Im Falle von Mattis verabschiedete der Kongress eine Ausnahmeregelung, die Trump am Tag seiner Amtseinführung unterzeichnete. Dies geschah zuletzt 1950 zugunsten von George C. Marshall. Am selben Tag stimmte der US-Senat Mattis' Ernennung mit 98 Stimmen und einer Gegenstimme zu.
Am 20. Dezember 2018 gab Präsident Trump bekannt, Mattis werde Ende Februar 2019 von seinem Ministeramt zurücktreten. In seinem Rücktrittsschreiben ließ Mattis Differenzen zur Politik des Präsidenten erkennen. Er mahnte unter anderem zu Respekt im Umgang mit Verbündeten. Er werde zurücktreten, damit der Präsident einen Verteidigungsminister bekomme, mit dem er inhaltlich mehr übereinstimme. Die Information über den Rücktritt erfolgte einen Tag nach Präsident Trumps Ankündigung, er werde die US-Truppen aus Syrien zurückziehen, und gilt als offensichtliche Kritik an dieser Maßnahme. Wenige Tage später zog Trump das Rücktrittsdatum auf den 1. Januar 2019 vor.
Patrick M. Shanahan war bis Mitte 2019 geschäftsführender Verteidigungsminister; danach war Mark Esper bis November 2020 Verteidigungsminister.

## Nach der Amtszeit
Am 3. Juni 2020 äußerte sich Mattis in der Zeitschrift The Atlantic zu Trumps Präsidentschaft im Weißen Haus. Mattis schrieb unter anderem, Trump sei der erste Präsident, den er erlebe, der sich nicht darum bemühe, das Land zu einen, sondern seit drei Jahren versuche, das Land zu spalten. Er stellte sich in diesem Artikel hinter die Bürger, die nach dem Tod von George Floyd friedlich demonstrierten. Mit dem Militär auf die friedlichen Proteste in vielen US-Metropolen zu reagieren, sei ein Fehler.
Vor und nach seinem Amt als Verteidigungsminister beriet Mattis die Vereinigten Arabischen Emirate (VAE) in militärischen Belangen.
2021 wurde Mattis in die American Academy of Arts and Sciences gewählt.

## Auszeichnungen
Auswahl der Dekorationen, sortiert in Anlehnung der Order of Precedence of the Military Awards:
- Defense Distinguished Service Medal (2 ×)
- Navy Distinguished Service Medal
- Defense Superior Service Medal
- Legion of Merit
- Bronze Star
- Meritorious Service Medal (3 ×)
- Navy & Marine Corps Achievement Medal
- Navy Unit Commendation
- Afghanistan Campaign Medal
- Iraq Campaign Medal
- NATO Meritorious Service Medal
- NATO-Medaille der International Security Assistance Force

## Werke
- mit Bing West: Call Sign Chaos: Learning to Lead. Ballantine, New York 2019, ISBN 978-0-8129-9683-8.